# Eugenia thompsonii
Eugenia thompsonii är en myrtenväxtart som beskrevs av Elmer Drew Merrill. Eugenia thompsonii ingår i släktet Eugenia och familjen myrtenväxter. Inga underarter finns listade i Catalogue of Life.